# Minuartia funkii
Minuartia funkii là loài thực vật có hoa thuộc họ Cẩm chướng. Loài này được (Jord.) Graebn. mô tả khoa học đầu tiên năm 1918.